# Eduard Reinhold Stelling
Eduard Reinhold Stelling, russisch Эдуард Васильевич Штеллинг (* 28. Apriljul. / 10. Mai 1850greg. in Dorpat; † 2. Juli 1922 in Petrograd) war ein russlanddeutscher Geophysiker und Meteorologe.

## Leben
Stelling studierte an der Kaiserlichen Universität Dorpat ab 1869 zunächst Jura, wechselte dann zur Fakultät für Mathematik und Physik und schloss das Studium 1874 ab. Anschließend war er von 1874 bis 1878 Assistent am Geophysikalischen Zentralobservatorium in Sankt Petersburg, an dem er bis zu seiner Pensionierung mit Unterbrechungen tätig war. 
Er war an der Seite von Heinrich von Wild maßgeblich an der Einrichtung eines meteorologischen und erdmagnetischen Beobachtungsnetzes in Russland beteiligt. 1885 wurde er zum Direktor des meteorologisch-magnetischen Observatoriums in Irkutsk ernannt. Nachdem das Observatorium in Betrieb genommen war, reiste er ein Jahr lang durch Sibirien bis nach Kamtschatka und zum Ochotskischen Meer und gründete anschließend eine Reihe weiterer Beobachtungsstationen. 1894 wechselte er als Direktor des geophysikalischen Observatoriums nach Tiflis, wo er sich besonders für die Errichtung einer Forschungseinheit zur Untersuchung des Erdmagnetfeldes einsetzte. 1897 kehrte er nach St. Petersburg zurück.
1899 nahm er an einer geodätischen Expedition nach Spitzbergen teil und leitete anschließend die Auswertung der Ergebnisse erdmagnetischer Messungen. Ab 1897 war er stellvertretender Direktor des Geophysikalischen Zentralobservatoriums, ab 1919 leitete er die Abteilung Klimatologie.
1901 wurde er zum korrespondierenden Mitglied der Russischen Akademie der Wissenschaften gewählt. Er erhielt mehrere Orden des Russischen Kaiserreichs. 
Der Berg Stellingfjellet im Gebiet Torell-Land von Spitzbergen wurde nach ihm benannt.